# Nāḩiyat Ḩimmīn
Nāḩiyat Ḩimmīn (arabiska: ناحية حمين) är ett subdistrikt i Syrien.   Det ligger i provinsen Tartus, i den västra delen av landet, 160 km norr om huvudstaden Damaskus.
Trakten runt Nāḩiyat Ḩimmīn består till största delen av jordbruksmark. Runt Nāḩiyat Ḩimmīn är det tätbefolkat, med 511 invånare per kvadratkilometer.